# Mercedes D.IVa
Mercedes D.IVa — німецький поршневий 6-циліндровий рядний авіадвигун рідинного охолодження, розроблений у 1916 році компанією Daimler-Motoren-Gesellschaft (DMG)

## Історична довідка
D.IVa прийшов на зміну недостатньо надійному, як виявилося, 8-циліндровому двигуну Mercedes D.IV і переважно встановлювався на бомбардувальниках і великих літаках-розвідниках. На відміну від більшості тогочасних німецьких моторів (у т.ч. попередніх моделей DMG, починаючи з Mercedes D.I і закінчуючи D.IV), конструкція D.IVa, що мала чотири клапани на циліндр, які приводились у дію розподільним валом верхнього розташування (SOHC), була достатньо прогресивною. Незважаючи на схожість маркування з двигуном-попередником через суттєві конструктивні відмінності його можна вважати новою моделлю двигуна а не модернізацією попередника.
Конструкторами передбачалося, що двигун буде монтуватися у фюзеляж, тому деякі його елементи проектувалися з урахуванням максимального зменшення його ширини. Наприклад, карбюратор знаходився позаду двигуна, а пальне до циліндрів подавалося через довгий трубчастий впускний колектор, що могло викликати проблеми нерівномірної подачі.
Всього було виготовлено 4550 одиниць D.IVa. Двигун випускався в різних модифікаціях і зазнавав модернізації до самого кінця війни. Існували дві основні модифікації двигуна, що відрізнялися дзеркальним розташуванням механізмів та обертанням пропелера у протилежних напрямках для використання на двомоторних літаках.
Згодом, у пошуках ще більшої потужності на великих висотах, у співпраці з різними виробниками: «Otto Schwade & Co», «Brown, Boveri & Cie», AEG і «Siemens-Schuckert» були розроблені деякі версії з наддувом та відцентровими багатоступеневими компресорами. Також, у співпраці з компанією «Junkers» була розроблена у 1918 році експериментальна версія двигуна з прямим упорскуванням пального.

## Конструктивні особливості
Авіаційний двигун мав з 6 циліндрів, розташованих в ряд, картер виготовлений з алюмінієвого сплаву з 7 корінними опорами колінчастого вала, окремі циліндри, головки і тонкостінну сорочку системи охолодження виготовлені із сталі, поршні також сталеві, що складались з двох частин (головки і юбки), сполучених різьбовим з'єднанням та зварюванням.
Кожен циліндр двигуна оснащався чотирма клапанами верхнього розташування, що керувались розподільним валом верхнього розташування (SOHC).
Система запалювання передбачала дві свічки запалювання на циліндр, що живились від двох магнето-розподільників високої напруги Bosch ZH6. Порядок запалювання у циліндрах 1-5-3-6-2-4. Система охолодження рідинна реалізована з використанням відцентрової помпи, що забезпечувала циркуляцію рідини. Система мащення — примусова з використанням 4-плунжерного насоса.

## Застосування
- AEG G.IV
- AEG G.V
- AEG R.I
- AGO C.VIII
- Albatros C.X
- Albatros C.XII
- Albatros C.XV
- Friedrichshafen G.III
- Friedrichshafen G.IV
- Friedrichshafen N.I
- Gotha G.III
- Gotha G.IV
- Gotha G.V
- Gotha G.VI
- Gotha G.VII
- Linke-Hofmann R.I
- Linke-Hofmann R.II
- Rumpler C.IV
- Zeppelin Staaken R.VI

## Двигун в експозиціях музеїв
- Mercedes D.IVa, відновлений товариством Museum's Friends ASSN, знаходиться в аргентинському Національному музеї аеронавтики, розташованому у передмісті Буенос-Айреса Морон.
- В Історичному музеї двигунів і механізмів[it] (Палермо) експонується шатунно-поршнева група двигуна Mercedes D.IVa[1].
- Двигун присутній в експозиції Німецького музею (Мюнхен)[5].